# 2018年冬季奧林匹克運動會高山滑雪比賽
2018年冬季奥林匹克运动会高山滑雪比賽於2月12日至24日在韓國平昌郡的阿爾卑西亞度假村龍平滑雪渡假村（曲道和大曲道）及旌善高山滑雪中心（競速項目）舉行。
2015年6月，国际奥林匹克委员会批准增设高山滑雪混合团体项目，至此该届冬季奥运高山滑雪项目总数增至11个。

## 赛程安排
以下是所有11个项目的赛程安排。
所有时间为韩国标准时（UTC+9）
| 日期    | 时间                    | 项目         |
| ------- | ----------------------- | ------------ |
| 2月13日 | 11:30-13:00 15:00-16:10 | 男子混合     |
| 2月15日 | 10:00–12:00 13:45–15:25 | 女子大曲道   |
| 2月15日 | 11:00-13:10             | 男子滑降     |
| 2月16日 | 10:00-11:15 13:15-14:55 | 女子曲道     |
| 2月16日 | 11:00-13:10             | 男子超大曲道 |
| 2月17日 | 12:00-14:10             | 女子超大曲道 |
| 2月18日 | 10:15-12:15 13:45-15:25 | 男子大曲道   |
| 2月21日 | 11:00-13:10             | 女子滑降     |
| 2月22日 | 10:10-11:15 13:30-15:00 | 男子曲道     |
| 2月22日 | 11:30-13:00 15:00-16:00 | 女子混合     |
| 2月24日 | 11:00-13:00             | 混合团体     |

## 獎牌榜
| 排名 | 国家／地区        | 金牌 | 银牌 | 铜牌 | 總數 |
| ---- | ----------------- | ---- | ---- | ---- | ---- |
| 1    | 奥地利（AUT）     | 3    | 2    | 2    | 7    |
| 2    | 瑞士（SUI）       | 2    | 3    | 2    | 7    |
| 3    | 瑞典（SWE）       | 2    | 0    | 0    | 2    |
| 4    | 挪威（NOR）       | 1    | 4    | 2    | 7    |
| 5    | 美国（USA）       | 1    | 1    | 1    | 3    |
| 6    | 意大利（ITA）     | 1    | 0    | 1    | 2    |
| 7    | 捷克（CZE）       | 1    | 0    | 0    | 1    |
| 8    | 法国（FRA）       | 0    | 1    | 2    | 3    |
| 9    | 列支敦士登（LIE） | 0    | 0    | 1    | 1    |
|      | 總計              | 11   | 11   | 11   | 33   |

## 獎牌得主

### 男子
| 項目     | 金牌                               | 金牌    | 银牌                              | 银牌    | 铜牌                             | 铜牌    |
| 滑降賽   | 阿克塞尔·伦·斯温达尔 · 挪威（NOR） | 1:40.25 | 谢蒂尔·延斯鲁德 · 挪威（NOR）     | 1:40.37 | 貝亞特·福伊茨 · 瑞士（SUI）      | 1:40.43 |
| 超大曲道 | 馬蒂亞斯·梅爾 · 奥地利（AUT）      | 1:24.44 | 貝亞特·福伊茨 · 瑞士（SUI）       | 1:24.57 | 谢蒂尔·延斯鲁德 · 挪威（NOR）    | 1:24.62 |
| 大曲道   | 马塞尔·希舍尔 · 奥地利（AUT）      | 2:18.04 | 亨里克·克里斯托弗森 · 挪威（NOR） | 2:19.31 | 亞歷克西·潘特豪 · 法国（FRA）    | 2:19.35 |
| 曲道     | 安德烈·米勒尔 · 瑞典（SWE）        | 1:38.99 | 拉蒙·岑霍伊泽恩 · 瑞士（SUI）     | 1:39.33 | 米夏埃尔·马特 · 奥地利（AUT）    | 1:39.66 |
| 混合式   | 马塞尔·希舍尔 · 奥地利（AUT）      | 2:06.52 | 亞歷克西·潘特豪 · 法国（FRA）     | 2:06.75 | 維克多·穆法特-讓德 · 法国（FRA） | 2:07.54 |

### 女子
| 項目     | 金牌                          | 金牌    | 银牌                          | 银牌    | 铜牌                                | 铜牌    |
| 滑降賽   | 索菲娅·戈贾 · 意大利（ITA）   | 1:39.22 | 朗希尔·莫温克尔 · 挪威（NOR） | 1:39.31 | 林賽·沃恩 · 美国（USA）             | 1:39.69 |
| 超大曲道 | 埃丝特·莱德茨卡 · 捷克（CZE） | 1:21.11 | 安娜·法伊特 · 奥地利（AUT）   | 1:21.12 | 蒂娜·維拉瑟 · 列支敦士登（LIE）     | 1:21.22 |
| 大曲道   | 米凱拉·席弗琳 · 美国（USA）   | 2:20.02 | 朗希尔·莫温克尔 · 挪威（NOR） | 2:20.41 | 费代丽卡·布里尼奥内 · 意大利（ITA） | 2:20.48 |
| 曲道     | 弗丽达·汉斯多特 · 瑞典（SWE） | 1:38.63 | 温迪·霍尔德纳 · 瑞士（SUI）   | 1:38.68 | 卡塔琳娜·加尔胡贝尔 · 奥地利（AUT） | 1:38.95 |
| 混合式   | 米歇尔·吉辛 · 瑞士（SUI）     | 2:20.90 | 米凱拉·席弗琳 · 美国（USA）   | 2:21.87 | 温迪·霍尔德纳 · 瑞士（SUI）         | 2:22.34 |

### 團體
| 項目     | 金牌                                                                                              | 银牌 | 铜牌 |
| 混合團體 | 瑞士（SUI） · 卢卡·阿尔尼 · 德妮丝·法伊尔阿本德 · 温迪·霍尔德纳 · 丹尼尔·尤尔 · 拉蒙·岑霍伊泽恩 · | 奥地利（AUT） · 斯特凡妮·布伦纳 · 曼努埃尔·费勒 · 卡塔琳娜·加尔胡贝尔 · 卡塔琳娜·林斯贝格尔 · 米夏埃尔·马特 · 马尔科·施瓦茨 | 挪威（NOR） · 塞巴斯蒂安·福斯-索勒沃格 · Nina Haver-Løseth · Leif Kristian Nestvold-Haugen · Kristin Lysdahl · Jonathan Nordbotten · Maren Skjøld |